# Tito Aprea
Tito Aprea (Roma, 10 ottobre 1904 – Roma, 22 febbraio 1989) è stato un pianista, musicologo e compositore italiano.

## Biografia
Figlio primogenito del pittore napoletano Giuseppe Aprea (1876-1946), fu uno dei migliori allievi di Alessandro Longo, con il quale si diplomò presso il Conservatorio San Pietro a Majella di Napoli (la città in cui crebbe) nel 1919. Dopo aver conseguito, nel 1924, il diploma di composizione sotto la guida di Gennaro Napoli, intraprese una brillante carriera concertistica che lo portò in molti paesi europei. Sposatosi con la violinista Menuccia Zito, nel 1927 divenne direttore dell'Istituto pareggiato "Giuseppe Verdi" di Tunisi, dove rimase fino al 1937, anno in cui ottenne, in seguito a concorso nazionale, la cattedra di pianoforte principale al Conservatorio Santa Cecilia di Roma. Qui insegnò fino al 1963, quando venne chiamato a dirigere il Conservatorio di Cagliari, mantenendo tale carica fino al 1974. Nel periodo della sua permanenza in Sardegna Aprea fu anche direttore artistico dell'Istituzione dei Concerti e del Teatro Lirico di Cagliari. Accademico di Santa Cecilia, membro dell'Accademia Filarmonica di Bologna,  Aprea fu nell'ultima parte della sua vita componente delle giurie di alcuni dei maggiori concorsi pianistici internazionali (Enescu, Busoni, Casagrande, Ginevra); apprezzato didatta, firmò opere teoriche come L'arte del pedale nel pianoforte, (Roma, 1959) e raccolte pianistiche largamente diffuse ancor oggi ( Juvenilia, 15 Danze per pianoforte ).
Dopo i precoci e promettenti esordi, la carriera pianistica di Aprea divenne piuttosto intensa. A partire dal suo rientro in Italia nel 1937, e soprattutto nei quindici - vent'anni seguiti alla fine della seconda guerra mondiale, egli suonò con alcuni dei maggiori direttori del Novecento, da Molinari a Celibidache, da Gavazzeni a Ferrara, da Abbado a  Markevitch. Per lungo tempo formò un affiatatissimo duo insieme alla violinista Gioconda De Vito, con la quale tenne concerti in tutta Europa. Le sue apparizioni in pubblico cominciarono a diradarsi a metà anni sessanta; al termine di quel decennio Aprea si ritirò dall'attività concertistica.  Alberto Savinio scrisse di lui: "La dolcezza del suo tocco non trova confronti, i suoi pianissimi raggiungono una soavità lunare e quanto a tecnica e a virtuosismi, quando Aprea ci si mette si trasforma in una macchina perfetta, che pur nei movimenti più vertiginosamente celeri non perde tuttavia la grazia".
Aprea fu in effetti pianista di solidissima tecnica e profonda sensibilità interpretativa, come attestano le incisioni discografiche e le registrazioni radiofoniche effettuate nel secondo dopoguerra: oltre ai dischi realizzati con Gioconda De Vito, sono da segnalare le integrali delle Mazurke e Polacche di Chopin e delle Sonate di Mozart. Tali registrazioni tuttavia rendono conto solo parzialmente della vastità del repertorio praticato dal pianista napoletano.

## Vita privata
Era padre di Bruno Aprea, a sua volta direttore d'orchestra e musicista, nonché nonno degli attori Gaia Aprea e Valerio Aprea.

## Composizioni
- Poema Augusteo per orchestra
- Sonata campestre per violino e pianoforte
- Quartetto delle Stagioni (1932)
- Ninna Nanna per canto e pianoforte (1934)
- Toccata per pianoforte (1938)
- Canto per violoncello e pianoforte (1939)
- Juvenilia. Raccolta di piccoli pezzi pianistici per principianti (1954)
- 15 Danze per pianoforte

## Saggi e testi didattici
- L'arte del pedale nel pianoforte, Roma, De Santis, 1959
- "Rubato ma non troppo" ovvero il plagio musicale , Roma, De Santis, 1982
- Sbagli, abbagli e... ragli di critica musicale, Roma, Met, 1985